# Kirchentonart
Die Kirchentonarten (lateinisch modi, toni, tropi), auch Kirchentöne, Töne (lateinisch Toni) oder moderner Modi (Mehrzahl von lateinisch modus, „Maß“, „Einheit“, „Regel“, „Vorschrift“, „Art“, „Weise“, „Melodie“, „Ton“) genannt, bilden das tonale Ordnungsprinzip der abendländischen Musik vom frühen Mittelalter bis zum 16. Jahrhundert, mit unmittelbaren Nachwirkungen bis ins 17. und 18. Jahrhundert.
Grundlage des acht bis vierzehn Modi umfassenden Systems ist eine von den Griechen übernommene Tonreihe. Sie beginnt beim großen A (später G, mit dem griechischen Buchstaben Γ bezeichnet) und endet bei a1. Diese Tonreihe ist jedoch nicht als Tonleiter im heutigen Sinne zu verstehen, sondern als Tonsystem, das sich am Vorbild des altgriechischen Systema Téleion orientiert. Von diesem unterscheidet es sich im Wesentlichen dadurch, dass die Anordnung der teils verbundenen, teils getrennten Tetrachorde um einen Ton nach unten verschoben wurde, so dass die Finaltöne (d, e, f, g) der „alten“ Kirchentöne ein Tetrachord bilden. Auch die einzelnen Kirchentöne (Modi) sind keine Tonleitern im heutigen Sinne, sondern skalenartige Ausschnitte aus dem Tonsystem („Oktavgattungen“), die das Tonmaterial von verwandten Melodien enthalten.
Die einzelnen Modi (Richtmodelle) sind ursprünglich durch bestimmte, in den Melodien immer wiederkehrende Wendungen gekennzeichnet, zum Beispiel durch die Wendung, mit der die Melodien desselben Modus endgültig die Finalis erreichen. Ausschlaggebend für die Zuweisung einer Melodie zu einem Modus sind nicht wie im heutigen Dur und Moll die Anordnung der Ganz- und Halbtonschritte, sondern der Zielton (Finalis), der Hauptton (Repercussa, Ténor), der Umfang (Ambitus) der Melodie und bestimmte melodische Wendungen.
Die Modi werden zwar auch mit den aus der altgriechischen Musiklehre stammenden Bezeichnungen dorisch, phrygisch usw. belegt; diese haben hier jedoch eine völlig andere Bedeutung und mit dem griechischen System nichts zu tun.

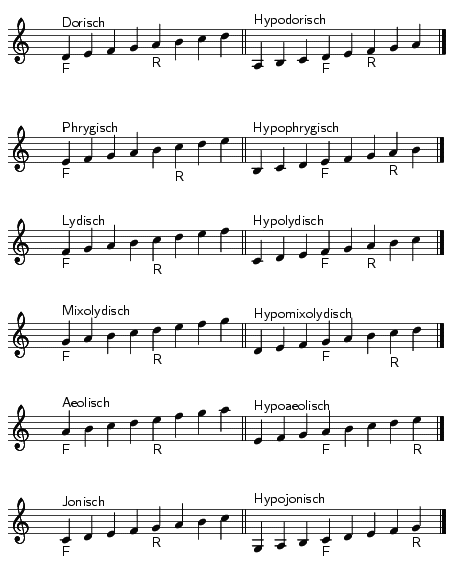
Tonvorrat der Kirchentöne in heutiger Notierung.
Abkürzungen: F = Finalis (Hauptton), R = Repercussa.

## Geschichte

### Modalität

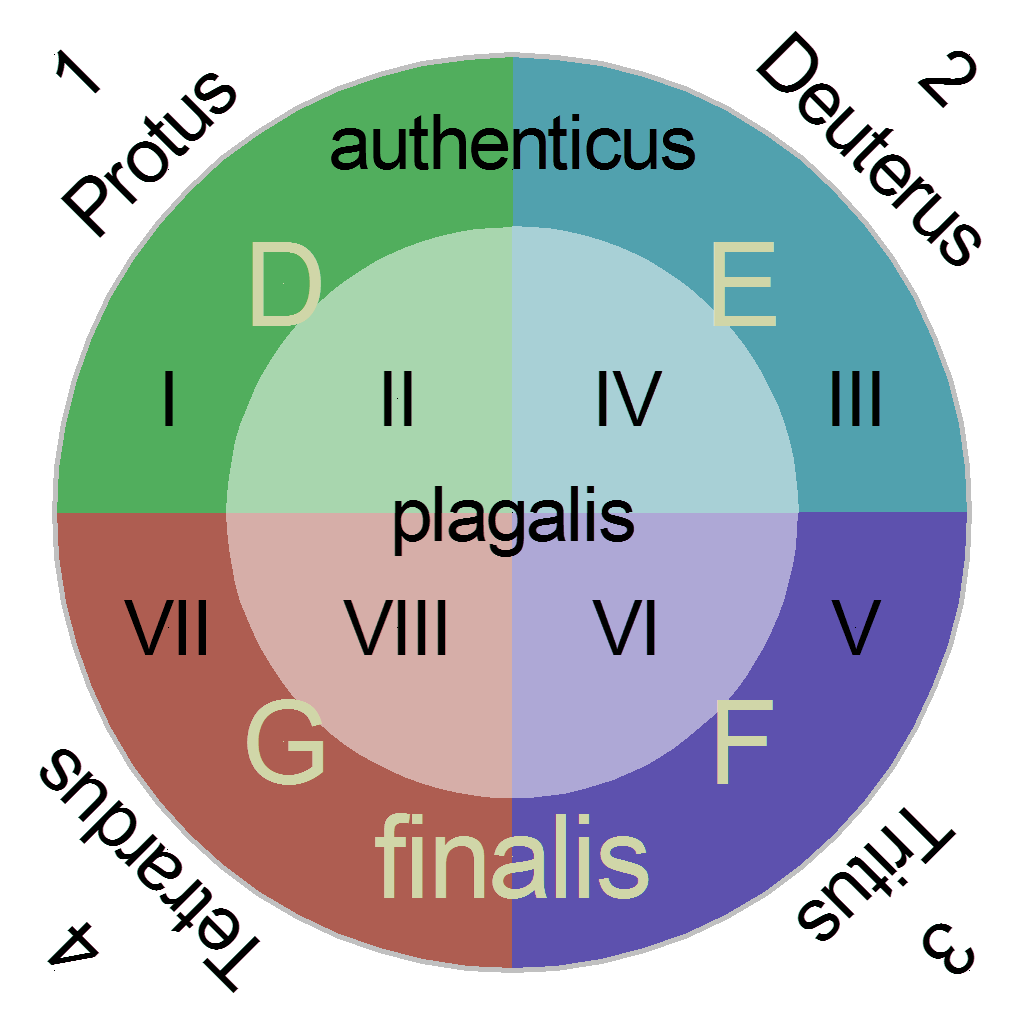
Die vier Hauptkirchentonarten Protus, Deuterus, Tritus und Tetrardus mit ihrem jeweiligen Schlusston D, E, F und G (Finalis) und den beiden jeweiligen insgesamt acht Varianten "authenticus" (I., III., V. und VII. Ton) und "plagalis" (II., IV., VI. und VIII. Ton).

Das älteste erhaltene Zeugnis für die Verwendung des Systems der acht Modi (Kirchentonarten) bei der tonartlichen Ordnung des Repertoires des gregorianischen Gesangs ist das wahrscheinlich kurz vor 800 verfasste Tonar von Centula/Saint-Riquier, dem weitere folgten. Ab dem 9. Jahrhundert wurde das Tonmaterial des gregorianischen Gesangs darüber hinaus theoretisch untersucht und dargestellt, so beispielsweise in dem Alkuin zugeschriebenen Traktat Musica Albini. Die mittelalterlichen Theoretiker der ars musica waren der Auffassung, die Melodien seien den Menschen vom Heiligen Geist übergeben und vermuteten in ihnen eine göttliche Ordnung. Diese Ordnung als Merkmal der Schönheit wurde in den melodischen Modi gesehen. Ihre Darstellung ermöglichte es dem kundigen Musicus, dem Cantor und der Schola für das Singen und Interpretieren des gregorianischen Gesangs bis in deren Einzeltöne hinein Anweisungen zu geben. Es ging darum, die gewohnheitsmäßige Musikpraxis rational zu fundieren.

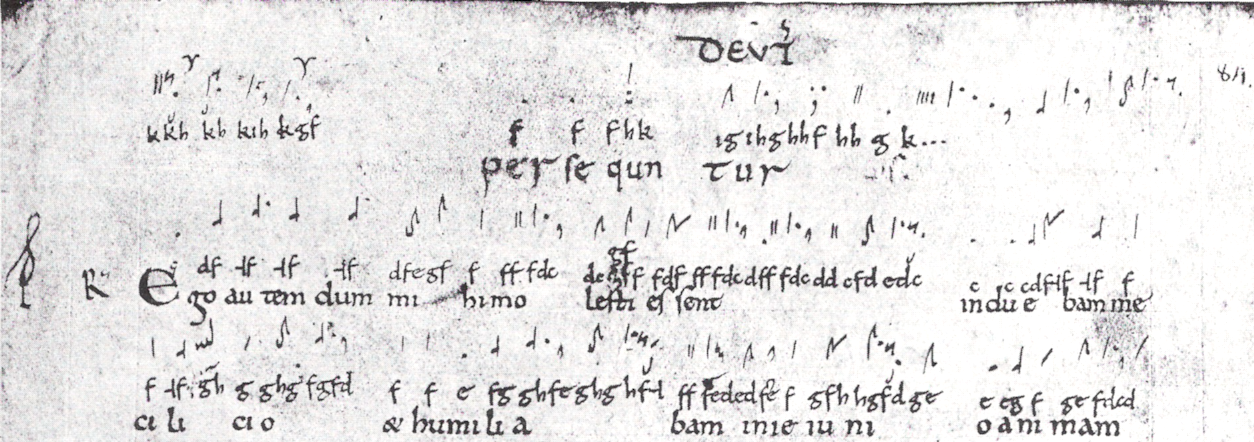
Darstellung des Deuterus (III. Modus) mit französischen Neumen und Tonbuchstaben aus der Tonreihe a bis p.

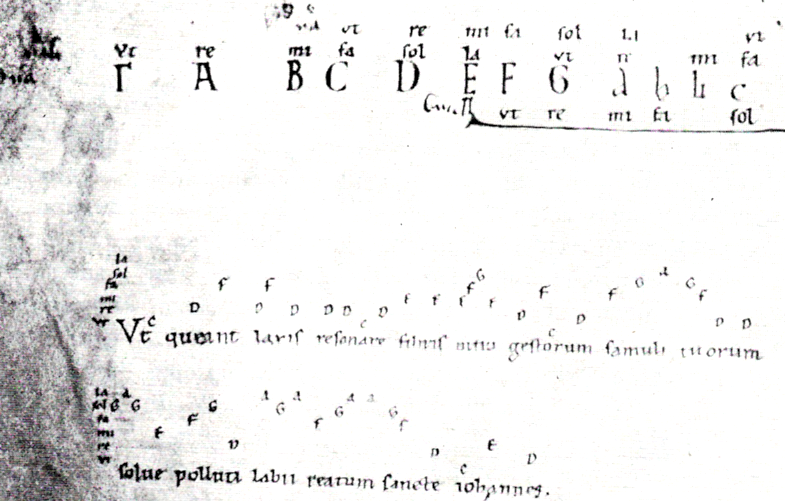
Erste Strophe des Johannes-Hymnus Ut queant laxis. Diastematische Darstellung mit Tonbuchstaben über dem Text und Solmisationssilben am Rand.

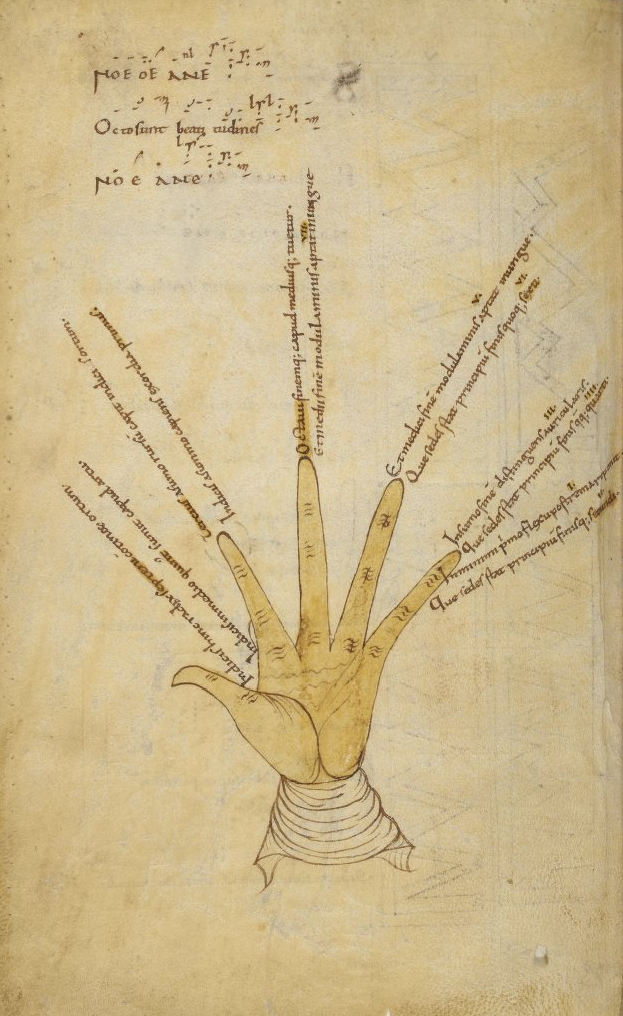
Die Hand als Hilfsmittel beim Erlernen der Modi. Oben die Namen von Noenoeane-Formeln

Bei den Untersuchungen, die vermehrt zwischen dem 10. und dem 12. Jahrhundert durchgeführt wurden, wurde die Boethius’sche Monochordlehre auf die Modalitätslehre, die Oktoechoslehre, angewandt und dieser entsprechend verändert.
Der von Guido von Arezzo um 1025 geschriebene Micrologus erwähnt diese Modalitätslehre zum Beispiel in den beiden Kapiteln
- VII: Über die Verwandtschaft der Töne nach vier Tonarten und
- XII: Über die Teilung der vier Tonarten in acht.

Für die vier Tonarten verwendete Guido die griechischstämmigen aufzählenden Bezeichnungen Protus, Deuterus, Tritus und Tetrardus, und zur Unterscheidung der jeweils authentischen (originalen) und plagalen (abgeleiteten) Varianten dieser vier Tonarten die Nummerierung vom ersten bis zum achten Ton.
Es wurden zweierlei Systeme von Tonbuchstaben verwendet:
|   | a | b | c | d | e | f | g | h | i | i | k | l | m | n | o | p |
| Γ | A | B | C | D | E | F | G | a | ♭ | ♮ | c | d | e | f | g | a |

Jede gregorianische Melodie kann einem von acht diatonischen Modi zugeordnet werden, die sich am besten als Melodiefamilien charakterisieren lassen.
In jedem Modus gibt es ausgezeichnete Tonstufen, die als herausragend gehört werden und die bei der Melodiebildung wichtige Rollen spielen. Darüber hinaus gibt es Psalmtonformeln, die nicht in dieses Schema passen, wie zum Beispiel den Tonus peregrinus.
Die Melodie durchschreitet den Text Wort für Wort, Abschnitt für Abschnitt, dabei werden nach und nach verschiedene Tonstufen wirksam. Sie beherrschen dann ein gewisses, manchmal nur kurzes Stück der Melodie, um wieder von einer neuen Strukturstufe abgelöst zu werden. So entsteht eine Folge von Übergängen zwischen starken und schwachen Stufen, Spannungen und Entspannungen, die schließlich zur finalen Wendung führen.
Die Modi konnten auch von leseunkundigen Sängern, die die Melodien mündlich beigebracht bekamen, unterschieden werden; denn die Modi waren für sie erfahrbar durch auswendig gelernte Intonationsformeln oder Noenoeane-Formeln (melodiae, formulae, moduli, neumae regulares oder ähnlich genannt), die in den Klang des jeweiligen Modus einführten. Als Hilfe konnte der Lehrende auch seine Hand einsetzen.

### Symbolik
Seit dem Mittelalter wurde auch immer wieder das Ethos der Modi diskutiert, nach welchem die verschiedenen Modi wegen ihrer erkennbaren Eigenarten teilweise gehäuft für bestimmte Ausdrucksformen oder Zeiten im Kirchenjahr eingesetzt werden.
Die Kirchentonarten hatten und haben daher auch symbolische Bedeutung, welche teilweise von den gleich benannten (aber strukturell abweichenden) Skalen der Antike übernommen wurde. So wurden etwa Marienverehrungen oft im lydischen Modus verfasst, aber auch der dritte Satz des Streichquartetts op. 132 von Ludwig van Beethoven trägt die Überschrift „Heiliger Dankgesang eines Genesenen an die Gottheit, in der lydischen Tonart“. So galt Beethoven das Lydische auch als Ausdruck des Pastoralen, dies drückt sich allerdings lediglich in einem „pastoralen“ F-Dur in der VI. Sinfonie aus (F als lydische Stufe), mit einem gewissen Hang zu doppeldominantischen Kadenzen. In den Ruinen der Abtei Cluny wurden zwei Kapitelle mit je vier Reliefs gefunden, die die acht im Mittelalter verwendeten Kirchentöne in Form von Personen und Hexametern darstellen.

### Zusammenfassung
Kirchentonarten wurden zunächst in der frühchristlichen Liturgie verwendet und später sowohl in der West- als auch in der Ostkirche, um das melodische Feld der Responsorien und Antiphonen zu definieren. Die Modi im Gregorianischen Gesang waren für die Entwicklung der abendländischen Musik von fundamentaler Bedeutung. Sie stellten zunächst die Gesamtheit der schon im frühen Mittelalter verwendeten Skalen dar und waren vor allem auf die einstimmige Musik fixiert. Sie bilden daher die Grundlage der Melodik.
Siehe dazu: Guidonische Hand → Kontext. Guido von Arezzo hat im 11. Jahrhundert in seinen Schriften das System der Kirchentöne beschrieben. Bei der Entwicklung der Mehrstimmigkeit traten nach und nach die übrigen modalen Skalen gegenüber Dur und Moll zurück. Darüber hinaus bilden sie aber durch die Quintenreinheit der Confinalis die Grundlage für die spätere Entwicklung der Klauseln und Kadenzen und damit auch der funktionsharmonischen Entwicklung der Stufentheorie im 18. Jahrhundert. In der U-Musik und auch in der Volksmusik tauchen die Modi ebenfalls auf, so bildet der dorische Modus die „neutrale Skalenbasis“ des Jazz. Auch in der Rockmusik, etwa bei Van Halen, Uli Jon Roth, Joe Satriani und Steve Vai, finden sich modale Skalen. Genauso bedient sich die Filmmusik gerne der Skalen oder Akkordprogressionen, welche auf die Kirchenmodalität gestützt sind. Dazu werden auch heute in vielen Kirchengemeinden Lieder gesungen, deren Melodien in den Kirchentonarten stehen (siehe unten „Beispiele“).

## Übersicht
Eine Kirchentonart (Kirchentonleiter) kann auf einem beliebigen Ton beginnen bzw. dorthin transponiert werden, sofern nur die intervallische Struktur des jeweiligen Modus beibehalten wird.
Der Einfachheit halber werden bei den folgenden Notenbeispielen die Stammtöne der C-Dur-Tonleiter zugrunde gelegt:
c – d – e – f – g – a – h

### Unterscheidung authentisch und plagal
Im Mittelalter waren die Modi u. a. durch ihren Tonumfang (Ambitus) bestimmt, so dass man Modi mit gleicher Finalis, aber unterschiedlichem Ambitus in authentische und plagale differenzierte. Bei den authentischen Modi ist in der Regel kein Ton tiefer als eine große Sekunde unter der Finalis. Bei den plagalen Modi ist der Tonumfang hingegen nach unten verschoben, so dass der tiefste Ton bis zu einer Quarte (hier Tetrachord genannt) unter der Finalis liegen kann; die Finalis liegt hier also eher in der Mitte des festgelegten Tonmaterials. Daher sind die plagalen Modi im Unterschied zu den authentischen an ihrem Präfix „Hypo-“ (altgriechisch unter) erkennbar.
Die Kirchentonleitern sind jedoch nicht identisch mit den gleichnamigen altgriechischen Tonleitern. Anders als bei den Kirchentönen lagen die plagalen Tonleitern im griechischen System nämlich nicht tiefer, sondern höher als die authentischen. Dies rührt daher, dass die altgriechische Tonvorstellung „hoch“ dem entsprach, was wir unter „tief“ verstehen, und umgekehrt; entsprechend wurden die griechischen Tonleitern von „oben“ nach „unten“ notiert.

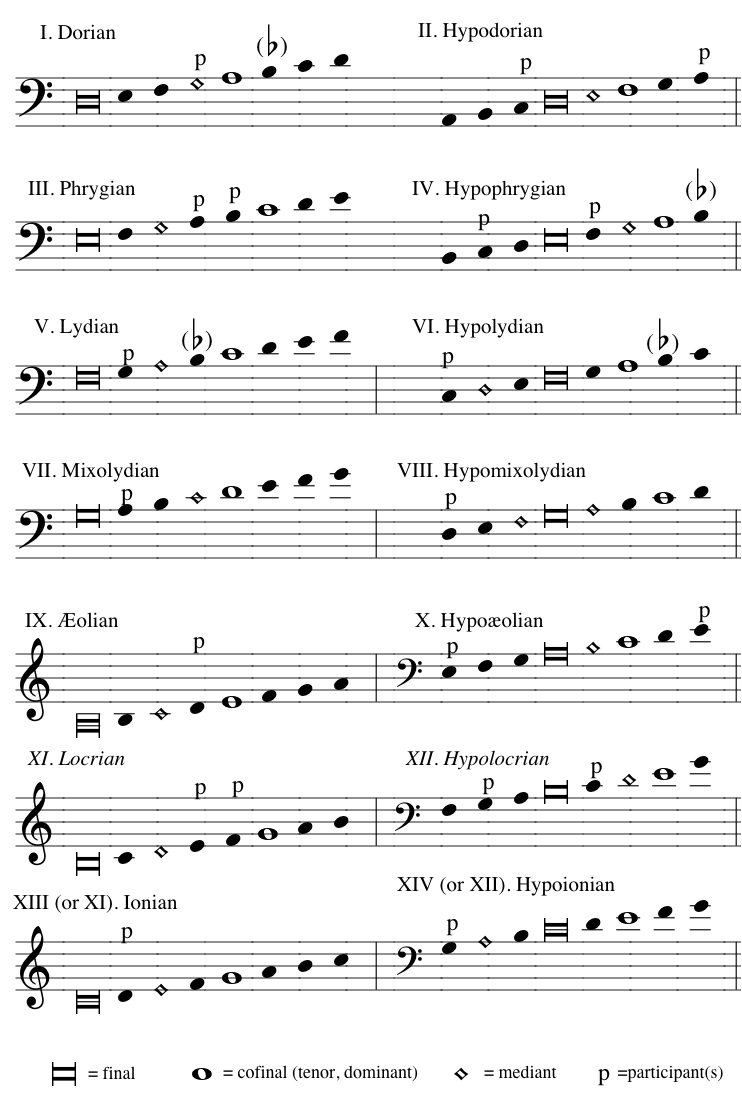
Die heutigen Kirchentonarten

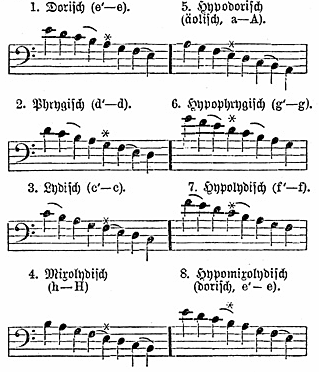
Die acht Oktavgattungen der alten griechischen Musik. Berücksichtigt man die Übereinstimmung von Hypomixolydisch mit Dorisch, so reduziert sich die Zahl der Tonarten auf sieben. Hypodorisch wird üblicherweise auch eine Oktave höher notiert.

Die rechts nebenstehende Übersicht über die Kirchentonarten enthält neben den ursprünglichen acht „alten“ Kirchentönen auch die von Glareanus 1547 eingeführten „neuen“ Kirchentöne Äolisch und Ionisch nebst ihren Hypovarianten.
In der neuzeitlichen Musik hat sich das Verständnis der Modi gewandelt. Sie werden heute als modale Skalen angesehen und verwendet, deren Tonumfang nach oben und unten prinzipiell unbegrenzt ist, wodurch eine Unterscheidung zwischen authentischen und plagalen Modi hinfällig geworden ist.

### Systematik

#### Finalis und Confinalis
Jeder Modus endet üblicherweise auf der sogenannten Finalis, dem Schlusston oder, wie wir heute sagen würden, dem Grundton der Skala.
Daneben gibt es einen weiteren besonderen Ton, die Confinalis, auch affinalis, der als Nebenschlusston dienen kann. Die Confinalis liegt bei den authentischen Modi eine Quinte oder Sexte über der Finalis. Bei den plagalen Modi liegt die Confinalis eine Terz unter der Confinalis des zugehörigen authentischen Modus, es sei denn, dieser Ton fällt auf ein H. In diesem Fall wird er auf ein C hoch verschoben. Analog wird die Stufe G auf A hoch verschoben.

#### Rezitationston
Ein besonderer Ton war der Hauptton (Rezitationston lateinisch repercussa, auch Reperkussionston, Tenor oder Tuba genannt), dem in mittelalterlichen Gesängen besonderes Gewicht zukam. Der Rezitationston wurde entweder für längere Strecken als Tonzentrum bevorzugt, um das der Umfang (Ambitus) der Melodie kreiste, oder auf ihm wurde nach Atemzäsuren wieder eingesetzt.
In den Psalmtönen ist der Rezitationston der Ton, auf dem ein Großteil des Psalmtextes rezitiert wird.
Bei den plagalen Modi liegt der Hauptton eine Terz oder Quarte über der Finalis, bei den authentischen Modi, mit Ausnahme des phrygischen Modus, entspricht dieser der Confinalis.

#### Tonumfang
Der Tonumfang (Ambitus) der einzelnen Kirchentöne war im Rahmen des Systems grundsätzlich auf eine Oktave beschränkt. Allerdings wurde er schon bald aus praktischen Erwägungen um einige Stufen erweitert, die ausnahmsweise verwendet werden durften. Theoretisch wurde unterschieden zwischen dem regulären Ambitus und Tonstufen, die nur per licentiam erlaubt waren. So durften z. B. die authentischen Modi nach der Regel bis zur Oktave über der Finalis ansteigen, nach der Licentia jedoch auch bis zur None oder sogar Dezime. Bei den plagalen Modi war ein Anstieg bis zur Quinte (regula) oder Sexte (licentia) möglich. Bereits regulär war bei den authentischen Modi ein Unterschreiten des Finaltons um eine Sekunde erlaubt, außer bei Lydisch (5. Ton), wo die Finalis als absolute Untergrenze des Ambitus galt. Bei den plagalen Modi war der erlaubte Abstieg durch die Unterquarte oder -quinte begrenzt.

#### Grenzen der Systematik
Für manche Kirchentonarten veränderte sich die Position der Confinalis oder des Rezitationstones auch im Verlauf der Jahrhunderte.
Zusätzlich waren den verschiedenen Kirchentonarten in früherer Zeit auch jeweils eigene rhythmische, melodische und artikulatorische Aspekte zugeordnet. Einige Varianten der Modi, besonders in ostkirchlichen Formen, enthalten Drittel- und Vierteltöne.
Ändert sich die Tonart innerhalb eines Stückes, bezeichnet man den Modus (oder Tonus) auch als Tonus peregrinus („Fremder Ton“).

### Die acht alten Kirchentonarten oder Modi
| Westkirchlicher Name      | Ostkirchlicher Name (gregorianischer Name) | Finalis | Repercussa (Ténor) | Tiefster Ton |
| ------------------------- | ------------------------------------------ | ------- | ------------------ | ------------ |
| 1. Modus: Dorisch         | Erster Ton (Protus authenticus)            | d       | a                  | d            |
| 2. Modus: Hypodorisch     | Zweiter Ton (Protus plagalis)              | d       | f                  | A            |
| 3. Modus: Phrygisch       | Dritter Ton (Deuterus authenticus)         | e       | (h) c              | e            |
| 4. Modus: Hypophrygisch   | Vierter Ton (Deuterus plagalis)            | e       | (g) a              | H            |
| 5. Modus: Lydisch         | Fünfter Ton (Tritus authenticus)           | f       | c                  | f            |
| 6. Modus: Hypolydisch     | Sechster Ton (Tritus plagalis)             | f       | a                  | c            |
| 7. Modus: Mixolydisch     | Siebter Ton (Tetrardus authenticus)        | g       | d                  | g            |
| 8. Modus: Hypomixolydisch | Achter Ton (Tetrardus plagalis)            | g       | c                  | d            |

### Die vier neuen Kirchentonarten
Diese entsprechen den späteren Tongeschlechtern Moll (äolisch) und Dur (ionisch). Bemerkenswert ist, dass diese in der heutigen Musik so verbreiteten Skalen im mitteleuropäischen Mittelalter zunächst nur als Varianten von anderen, teilweise transponierten Kirchentonarten angesehen wurden: Im dorischen Modus kann schon im Mittelalter der Ton b vorkommen. Transponiert man diesen Modus diatonisch so, dass sein Grundton a ist, so erhält man die Skala, die später als „äolisch“ bezeichnet wird. Ähnlich erhält man die später als „ionisch“ bezeichnete Skala als Variante der lydischen Tonart mit tiefalteriertem b. Diese Alterationen wurden aber nur in Zweifelsfällen notiert, ansonst musste der Ausführende die richtige Alteration selber finden. Bei der Aufführung von mehrstimmigen Werken des Spätmittelalters, die auf einer lydischen Skala basieren, stößt man darauf, dass die tiefe Alteration des b sogar eher die Regel als die Ausnahme gewesen sein muss. Die ionische (Dur-) und die äolische (Moll-)Skala wurden also schon im Mittelalter benutzt, aber erst in der Renaissancezeit wurden sie in der Musiktheorie als eigenständige Skalen beschrieben. Eine bedeutende Abhandlung über diese Modi ist bei Glarean zu finden (1547).
| Westkirchlicher Name   | Ostkirchlicher Name | Finalis | Repercussa (Ténor) | Tiefster Ton |
| ---------------------- | ------------------- | ------- | ------------------ | ------------ |
| 9. Modus: Äolisch      | Neunter Ton         | a       | e                  | a            |
| 10. Modus: Hypoäolisch | Zehnter Ton         | a       | c                  | e            |
| 11. Modus: Ionisch     | Elfter Ton          | c       | g                  | c            |
| 12. Modus: Hypoionisch | Zwölfter Ton        | c       | e                  | G            |

### Neuzeitliche Erweiterungen

#### Lokrisch
Zur Vervollständigung wurden Lokrisch und sein plagales Gegenstück Hypolokrisch als letzte Modi eingeführt. In der Musik des Mittelalters und der Renaissance wird dieser Modus weder theoretisch bezeichnet noch praktisch verwendet. Lokrisch ist der einzige Modus, der auf der fünften Stufe eine dissonante verminderte Quinte enthält. In der Musikpraxis wird diese Skala selten als Basis verwendet.
Im Evangelischen Gesangbuch findet sich ein neuzeitliches Beispiel für die Verwendung des Lokrischen: die 1986 von Hans Georg Bertram verfasste Melodie des Liedes 533 Du kannst nicht tiefer fallen. Beim Begleiten dieses Liedes merkt man, dass der verminderte Dreiklang über dem Grundton zum Ausweichen in eine andere Tonart zwingt.
| Westkirchlicher Name | Finalis | Repercussa (Ténor) | Tiefster Ton |
| -------------------- | ------- | ------------------ | ------------ |
| Lokrisch             | h       | keine              | h            |
| Hypolokrisch         | h       | keine              | f            |

#### Heptatonia Prima und Secunda
Sieht man die Kirchentonarten als ein System verschiedener heptatonischer (also siebenstufiger) Modi, die auf derselben Skala basieren, so lässt sich analog dazu ein ebenfalls siebenstufiges System auf Basis der akustischen Skala bilden, das auch als Heptatonia Secunda bezeichnet wird. Dementsprechend können die Kirchentonarten und deren Modi auch als Heptatonia Prima bezeichnet werden.

## Modi in der Mehrstimmigkeit
Da die Kirchenmodi von ihrem Tonumfang (Ambitus) her auf ungefähr eine Oktave beschränkt waren, wurde für den mehrstimmigen Gesang ein solches Dispositionsschema verwendet (idealtypisches Beispiel für den 1. Modus, Dorisch):
| Stimme          | Ambitus und Finalis (fettgedruckt) | Modus       |
| --------------- | ---------------------------------- | ----------- |
| Cantus (Sopran) | d′ – a′ - d′′                      | Dorisch     |
| Altus           | a – d′ – a′                        | Hypodorisch |
| Tenor           | d – a – d′                         | Dorisch     |
| Bassus          | A – d – a                          | Hypodorisch |

Cantus und Tenor singen in Dorisch, Altus und Bassus in Hypodorisch. Sowohl Dorisch als auch Hypodorisch haben dieselbe Finalis. Sie unterscheiden sich lediglich im Ambitus. Cantus und Tenor werden als „herrschende Stimmen“ bezeichnet. Dementsprechend passen sich die Stimmen Altus und Bassus unter Berücksichtigung der Kontrapunktregeln als „dienende Stimmen“ den beiden anderen an.
Der Ambitus der Stimme konnte im Rahmen bestimmter „Lizenzen“ auch über- oder unterschritten werden.

## Beispiele
Auch in den heutigen Kirchengesangbüchern – z. B. im katholischen Gotteslob (GL) von 2013 bzw. 1975 (GL1975) oder im Evangelischen Gesangbuch (EG) – findet sich eine Reihe von Liedern, die in den alten Modi stehen. Das Sigel „ö“ (für „ökumenisch“) kennzeichnet dabei Fassungen, die durch die Arbeitsgemeinschaft für ökumenisches Liedgut erarbeitet worden sind.

### 1. Ton (Dorisch)
- Tauet, ihr Himmel, von oben (GL1975 117 (1)) nach dem gregorianischen Rorate, Introitus vom 4. Adventsonntag, 9. Jahrhundert)
- O Heiland, reiß die Himmel auf (GL 231, EG 7, 1666)
- Nun komm, der Heiden Heiland (Hymnus, 11. Jahrhundert, nach Veni, redemptor gentium, Text von Ambrosius, 4. Jahrhundert, deutscher Text: Martin Luther 1524, EG 4) bzw. Komm, du Heiland aller Welt (GL 227, 12. Jahrhundert/1524)

- Victimae paschali laudes (Dem Osterlamm, das geopfert wurde; Ostersequenz, GL 320, 11. Jahrhundert)
- Herr, send herab uns deinen Sohn (GL 222, 1608)
- Gottes Lamm, Herr Jesu Christ (GL1975 161, 1945)
- Wir danken dir, Herr Jesu Christ (EG 107, GL 297, 1560)

- Veni Sancte Spiritus (Komm heiliger Geist, Pfingstsequenz; GL 342, um 1000)
- Große Teile der 7. Sinfonie von Jean Sibelius
- Matthäus-Passion von Heinrich Schütz

- Dies irae, Sequenz des Requiems

### 2. Ton (Hypodorisch)
- Wer nur den lieben Gott läßt walten (Mel. leicht abgewandelt: EG 369, GL1975 295)
- Tauet Himmel aus den Höh’n (GL 104, 1544) Hörbeispielⓘ/?

### 3. Ton (Phrygisch)
- Te Deum
- Aus hartem Weh die Menschheit klagt (GL1975 109, 1537)
- Gott, heilger Schöpfer aller Stern (GL 230, EG 3, um 1000; deutscher Text: Thomas Müntzer 1523)
- Aus tiefer Not schrei ich zu dir (EG 299, GL 277, 1524)
- Erbarme dich, erbarm dich mein (GL 268, 1582)
- O höre, Herr, erhöre mich (GL1975 167, 1602)
- O Herr, nimm unsre Schuld (GL 273, 1964)
- O Herr, aus tiefer Klage (GL 271, 1935)
- O Haupt voll Blut und Wunden (EG 85, GL 289, vor 1250) Hörbeispielⓘ/?
- Es sungen drei Engel (GL1975 186, 1605)
- Da Jesus an dem Kreuze stund (GL1975 187, 1495)
- Pange lingua (GL 494, 12. Jahrhundert)
- Johannes-Passion von Heinrich Schütz

### 4. Ton (Hypophrygisch)
- Das Weizenkorn muss sterben (GL 210, 1972)
- Ach Gott, vom Himmel sieh darein (EG 273)
- Die Nacht ist vorgedrungen (GL 220, EG 16, 1939)
- Christus, der uns selig macht (EG 77)
- O hilf, Christe, Gottes Sohn (GL1975 181 ö, ca. 1500)
- Gloria I, Osterzeit (GL 114)

### 5. Ton (Lydisch)
- Gloria VIII (GL 109)
- Herr Jesu Christ, dich zu uns wend (EG 155, GL 147)
- Dass Jesus siegt, bleibt ewig ausgemacht (EG 375)
- Lukas-Passion von Heinrich Schütz

### 6. Ton (Hypolydisch)
- Ecce lignum crucis (Seht das Kreuz; GL 308,2, 9. Jahrhundert)
- Nun bitten wir den Heiligen Geist (GL 348, EG 124)
- Österliches Halleluja (GL 175,2)
- Kyrie XVII C, Advent und Fastenzeit (GL 117)

### 7. Ton (Mixolydisch)
- Puer natus est nobis (Ein Kind wurde uns geboren; Gregorianischer Choral – Introitus vom Weihnachtstag, 9. Jahrhundert)
- Lobt Gott, ihr Christen alle gleich (GL 247, EG 27, Kontrafaktur von Puer natus est nobis)

### 8. Ton (Hypomixolydisch)
- Pfingsthymnus:
  - Veni creator Spiritus GL 341, um 1000
  - Komm Schöpfer Geist, Pfingsthymnus; GL 342, um 1000
  - Komm, Gott Schöpfer, Heiliger Geist (EG 126, Text und Melodie (nach dem obigen Pfingsthymnus): Martin Luther 1524/29)
- Gelobet seist du, Jesu Christ (GL 252, EG 23) Hörbeispielⓘ/?
- So sehr hat Gott die Welt geliebt (GL1975 177)
- Kyrie I, Osterzeit (GL 113)
- Lobe, Zion, deinen Hirten (Fronleichnam-Sequenz, GL1975 545, 12. Jahrhundert)